# XVII (album)
XVII è il terzo album in studio del cantante italiano Alessandro Casillo, pubblicato il 17 maggio 2019 da iAm. Quanto alla scelta del numero 17, Alessandro Casillo ha dichiarato che, contrariamente alla regola della superstizione, il detto numero gli ha sempre portato fortuna. Infatti dichiara: “Non sono scaramantico, anzi. Il 17 è da sempre un numero importante per me”.

## Tracce
1. Con la Musica e il resto (Messico) - 3:38
2. Perché non Amici - 3:28
3. Hasta Luego - 3:17
4. Alcolica - 3:13
5. Uragano - 2:45
6. X2 - 3:26
7. L'età dalla Mia Parte - 3:40
8. Sto Bene - 3:10
9. Sono Io - 2:39